# Сидоров, Дмитрий Николаевич
Дмитрий Николаевич Сидоров (1 августа 1984) — киргизский и российский футболист.

## Биография
Карьеру начал в 2000 году в бишкекском «Динамо», в том году стал серебряным призёром чемпионата Кыргызстана. В следующем году с командой, сменившей название на «Эркин-Фарм», занял 5 место.
В 2002 переехал в Россию, в 2002—2003, 2005—2009 выступал в любительских клубах Санкт-Петербурга. В 2004 году играл во втором дивизионе за «Зенит-2». В 2010 году — в «Руане» Тосно.